# 哥倫布號實驗艙

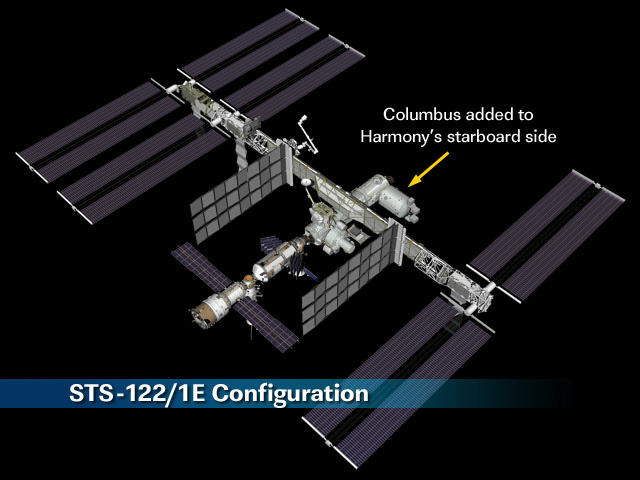
哥倫布實驗艙在國際太空站的安裝位置

哥倫布實驗艙（英語：Columbus module）由歐洲太空總署（ESA）設計並建造，目的作為国际空间站永久實驗並提供內部酬載在多種學科的研究領域材料學、可變的物理和生命科學的研究實驗室。另外，外部酬載設施用於實驗和應用在空間科學、地球觀察和技術領域。

## 尺寸

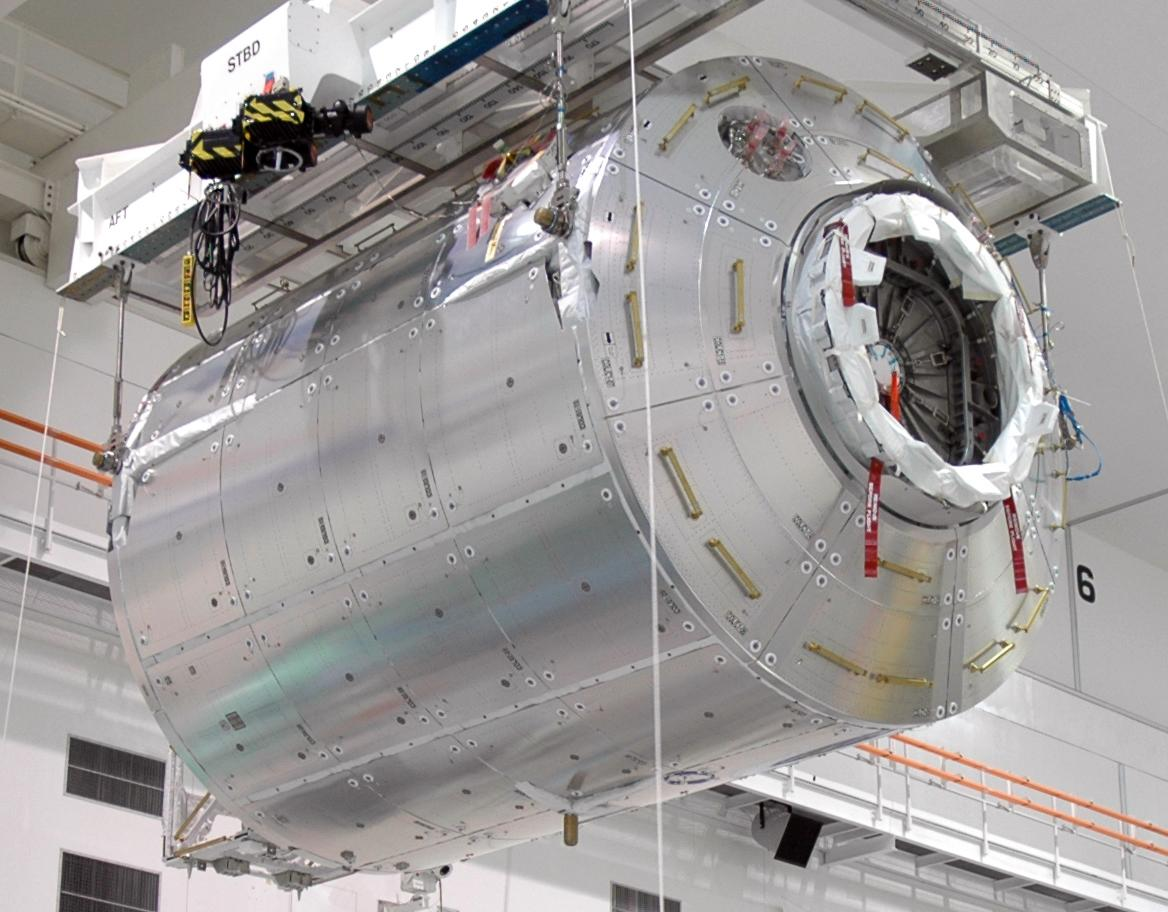
哥倫布實驗艙運抵甘迺迪太空中心

| 艙組總長度       | 6871 毫米                 |
| 直徑             | 4477 毫米                 |
| 總內部容量       | 75 立方公尺               |
| 酬載機架的總容量 | 25立方公尺                |
| 無酬載質量       | 10275公斤                 |
| 發射最大量       | 12775公斤（2500公斤酬載） |
| 最大量酬載       | 9000公斤                  |
| 在軌道最大質量   | 21000公斤                 |

## 飛行硬體
生物實驗艙、流動性科學實驗室、歐洲生理艙、歐洲機架、歐洲運輸載體、資料和任務電腦、多通孔道、記憶單位攝像機、螢幕音像系統、主要警報光盤區、滅火器、便攜式的呼吸器、艙組閥門、風扇熱量控制系統閥門、配電組件、測距電腦、熱轉換器、循環風扇和外部酬載設施。

## 發射
- 發射載具：亞特兰蒂斯号航天飞机

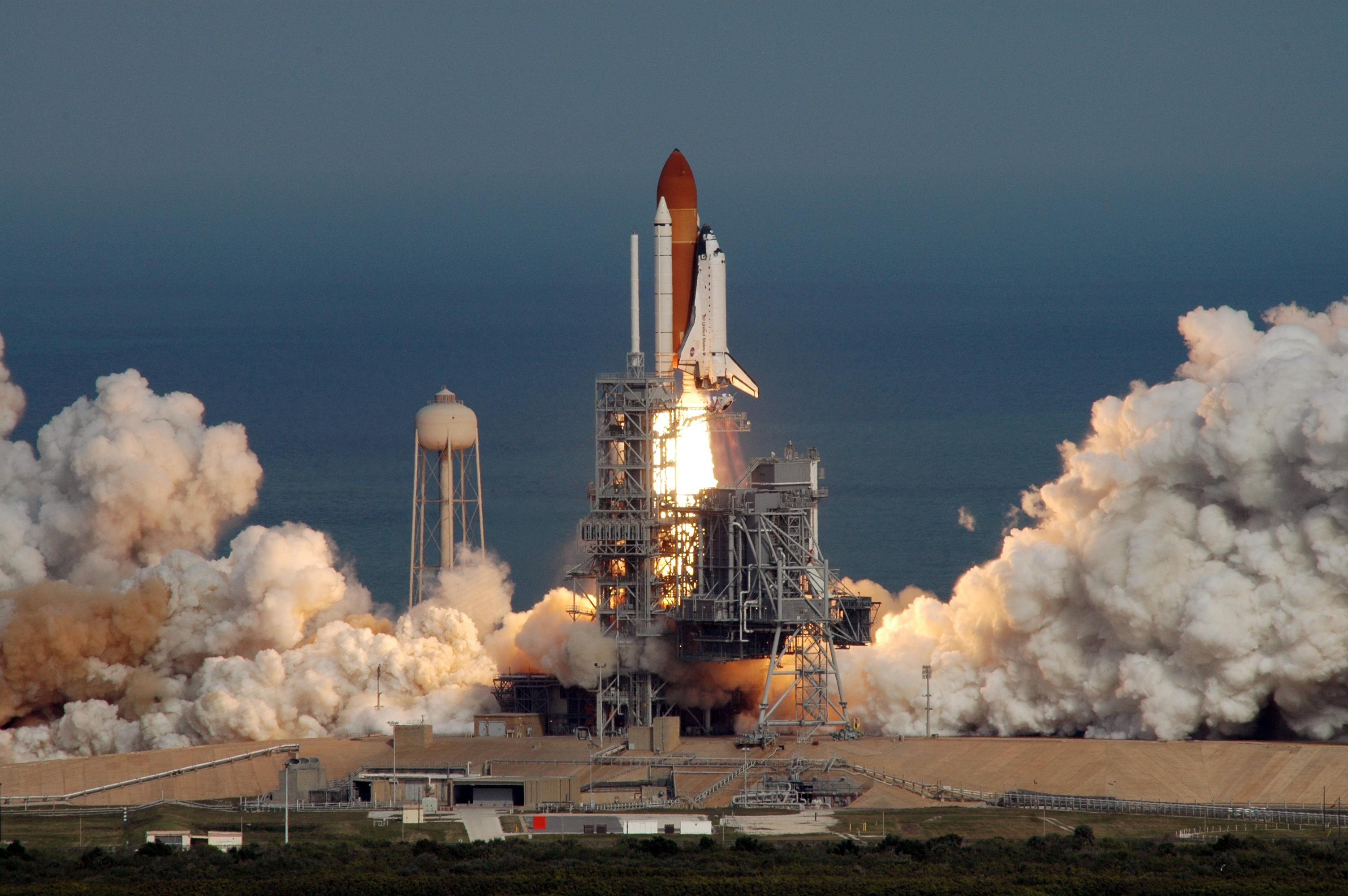
亞特蘭提斯號太空梭STS122號任務，載運哥倫布實驗艙升空

- 發射地點： 甘迺迪太空中心（John F. Kennedy Space Center）
- 發射日期 ：2008年2月7日

## 安裝
2月11日，美國亚特兰蒂斯号太空梭上的兩名太空人將哥倫布實驗艙成功安裝到國際太空站上。

## 外部連結
- ESA：哥倫布實驗艙的技術諸元（页面存档备份，存于）
- ESA：哥倫布實驗艙建造完成（页面存档备份，存于）
- 哥倫布實驗艙的部落格Archive.today的存檔，存档日期2012-12-12